# Woyiram Boakye-Danquah
Woyram Boachie-Danquah là Quản trị viên và cựu Giám đốc điều hành của Quận South Dayi ở Vùng Volta của Ghana.
Boachie-Danquah đã làm việc trong các vai trò hành chính khác nhau trước khi tham gia vào chính trị. Bà được Tổng thống John Kufuor đề cử vào năm 2005 cho vị trí Giám đốc điều hành của Quận South Dayi mới thành lập. Cô vẫn ở vị trí này cho đến khi chính phủ Kufuor được thay thế sau cuộc bầu cử tổng thống Ghana vào tháng 12 năm 2008. Sau đó, cô đã được thay thế bằng Kafui Bekui, một nhà khoa học về cá, vào năm 2009 bởi Tổng thống Mills.